# NIAID ChemDB
La ChemDB HIV, Opportunistic Infection and Tuberculosis Therapeutics Database (Base de Dades d'Infeccions Oportunistes i Tractament de la Tuberculosi) és una eina a disposició del públic elaborat pel National Institute of Allergy and Infectious Diseases que compilar les dades preclíniques sobre petites molècules amb una acció terapèutica potencial contra el VIH/SIDA i les infeccions oportunistes relacionades.